# 林巳奈夫
林 巳奈夫（はやし みなお、1925年5月9日 - 2006年1月1日）は、日本の考古学者。専門は中国考古学、特に青銅器・玉器を研究した。京都大学名誉教授。日本学士院会員。1995年勲三等旭日中綬章受章。

## 経歴
1925年、神奈川県藤沢市鵠沼に生まれた。父・林達夫は著名な思想家・評論家で、明治大学教授や平凡社『世界大百科事典』編集長を務めていた。その長男で、父を編集者・言論人として認める一方で、自身は父を越えるべく「自ら生み出す者としての学者になろうと思った」と語っていた。京都大学文学部史学科で学び、1950年に卒業。
卒業後は、父の伝手で一時期平凡社編集部に勤務。しかし1957年、京都大学人文科学研究所助手に採用された。1968年に助教授、1975年教授に昇格。1975年、学位論文『中國殷周時代の武器』を京都大学に提出して文学博士の学位を取得。1989年に京都大学を退任し、名誉教授となった。2004年、日本学士院会員に選出された。2005年12月、日本学士院にて初講義を行ったが、これが会員としての最低限の責任と、同僚たちへの挨拶となった。
2006年1月1日14時53分、急性心不全のため藤沢市鵠沼の自宅で死去。

## 受賞・栄典
- 1985年：日本学士院賞を受賞。
- 1995年 勲三等旭日中綬章。

## 著作
著書
- 『中国殷周時代の武器』京都大学人文科学研究所 1972年
- 『漢代の文物』京都大学人文科学研究所 1976年
- 『殷周時代青銅器の研究』吉川弘文館 1984年
- 『戦国時代出土文物の研究』京都大学人文科学研究所 1985年
- 『殷周時代青銅器紋様の研究』吉川弘文館 1986年
- 『春秋戦国時代青銅器の研究』吉川弘文館 1989年
- 『漢代の神神』臨川書店 1989年
- 『中國古玉の研究』吉川弘文館、1991年
  - 新装版 2023年　ISBN　9784642093651
- 『石に刻まれた世界　画像石が語る古代中国の生活と思想』東方書店〈東方選書〉1992年
- 『中国古代の生活史』吉川弘文館 1992年
  - 歴史文化セレクション 2009年
- 『龍の話　図像から解く謎』中央公論社〈中公新書〉1993年
- 『中国文明の誕生』吉川弘文館 1995年
- 『中国古玉器総説』吉川弘文館 1999年
  - 新装版 2023年　ISBN　9784642093668
- 『中國殷周時代の武器』朋友書店(京都大学人文科学研究所研究報告)、1999年
- 『中国古代の神がみ』吉川弘文館 2002年
  - 新装版 2020年　ISBN　9784642083775
- 『神と獣の紋様学　中国古代の神がみ』吉川弘文館 2004年
- 『中国古代車馬研究』岡村秀典編、臨川書店 2018年